# Трёхрёберник приморский
Трёхрёберник приморский (лат. Tripleurospermum maritimum) — дву- или многолетнее травянистое растение семейства Астровые (Asteraceae), вид рода Трёхрёберник, или Трёхрёбросемянник (Tripleurospermum).

## Название
Научное родовое название Tripleurospermum образовано от др.-греч. τρεῖς («tres» — три) + др.-греч. πλευρά («pleura» — ребро, бок) + др.-греч. σπέρμα («sperma» — семя) и дано по наличию у семянок трёх рёбер (по всей видимости, у трехребросемянника непахучего).
Научное видовое название maritimum образовано от лат. maritimus — морской, приморский, и дано по местам произрастания вида на морском побережье.
Русскоязычное название трёхрёберник приморский является смысловым переводом латинского.

## Ботаническое описание[8][9]

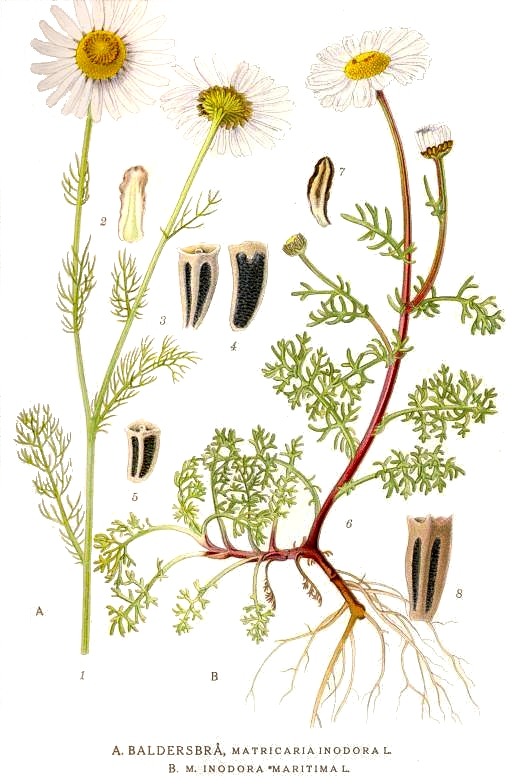
Слева — Трехреберник непахучий, справа — Трехреберник приморский

Двулетнее или многолетнее травянистое растение высотой 10–80 см.
Стебли гладкие, ветвящиеся от основания, побеги прямостоячие или восходящие, щиткообразные в верхней части.
Листья неопушённые или с единичными волосками. Сегменты листьев обычно относительно короткие и мясистые, тупоконечные или с заострённым кончиком. Конечные дольки немного мясистые, до 1 мм шириной.
Цветки собраны по (3-)10–50 в корзинки 3–5 см диаметром. Листочки обёртки с довольно узкой светло-бурой перепончатой каймой. Язычки краевых цветков белые, 15-20 мм длиной.
Семянки 2–3,5 × 1–2 мм, рёбра выпуклые, от бледно- до насыщенно- тёмно-коричневого цвета, часто наличествуют 1–2 вторичных ребра. Смолянистые железки крупные и вытянутые вдоль семянки. Хохолки короткие, притупленные.

## Распространение и экология[8]
Природный ареал рода охватывает юг Скандинавии, страны Балтии, атлантические и центральные регионы Европы. Вид является заносным в Северной Америке. В России встречается на побережье Финского залива и Чудского озера, включён в ботанический атлас Ленинградской области.
Растение литоральное, предпочитает селиться на приморских лужайках, песках и галечниках.

## Классификация

### Таксономия[10]
Tripleurospermum maritimum (L.) W.D.J.Koch, 1845, Syn. Fl. Germ. Helv., ed. 2. 1026
Вид Трёхрёберник приморский относится к роду Трёхрёберник  (Tripleurospermum) семейства Астровые (Asteraceae) порядка Астроцветные (Asterales). Кладограмма в соответствии с Системой APG IV по состоянию на июнь 2023 года:
|  |                                      |  |                                   |                                   |                    |  | ещё 10 семейств | ещё 10 семейств |                         |  |                         |  | еще 42 подтвержденных вида и 20 таксонов, ожидающих подтверждения | еще 42 подтвержденных вида и 20 таксонов, ожидающих подтверждения |  |
|  |                                      |  |                                   |                                   |                    |  | ещё 10 семейств | ещё 10 семейств |                         |  |                         |  | еще 42 подтвержденных вида и 20 таксонов, ожидающих подтверждения | еще 42 подтвержденных вида и 20 таксонов, ожидающих подтверждения |  |
|  |                                      |  |                                   | порядок Астроцветные              |                    |  |                 |                 | род Трёхрёберник        |  |                         |  |                                                                   |                                                                   |  |
|  |                                      |  |                                   | порядок Астроцветные              |                    |  |                 |                 | род Трёхрёберник        |  | 4 внутривидовых таксона |  |                                                                   |                                                                   |  |
|  | отдел Цветковые, или Покрытосеменные |  |                                   |                                   | семейство Астровые |  |                 |                 | Трёхрёберник приморский |  |                         |  |                                                                   |                                                                   |  |
|  | отдел Цветковые, или Покрытосеменные |  |                                   |                                   |                    |  |                 |                 |                         |  |                         |  |                                                                   |                                                                   |  |
|  |                                      |  | ещё 63 порядка цветковых растений | ещё 63 порядка цветковых растений |                    |  |                 | ещё 1787 родов  | ещё 1787 родов          |  |                         |  |                                                                   |                                                                   |  |
|  |                                      |  |                                   | ещё 63 порядка цветковых растений |                    |  |                 |                 | ещё 1787 родов          |  |                         |  |                                                                   |                                                                   |  |

### Внутривидовые таксоны
- Tripleurospermum maritimum subsp. boreale (Hartm.) A.Pedersen
- Tripleurospermum maritimum subsp. maritimum
- Tripleurospermum maritimum subsp. nigriceps P.D.Sell
- Tripleurospermum maritimum subsp. vinicaule P.D.Sell

### Синонимы
- Chamaemelum maritimum Boiss.
- Matricaria maritima f. maritima
- Matricaria maritima subsp. maritima
- Matricaria maritima var. maritima
- Tripleurospermum inodorum var. maritimum (L.) Sch.Bip.
- Tripleurospermum maritimum var. maritimum